# Constante de normalisation
En mathématiques, une constante de normalisation ou facteur normalisant est une constante introduite dans la définition d'objets mathématiques pour réduire certains calculs et assurer que le résultat soit égal à 1.
Un exemple courant est en théorie des probabilités, où une constante multiplicatrice est introduit dans la définition de fonction afin qu'elle ait une propriété caractéristique des densités de probabilités, à savoir une masse égale à 1.
Un autre cas d'utilisation est pour les polynômes orthogonaux, où ces constantes sont introduites dans la famille de polynômes de sorte que la famille soit orthonormale.

## Définition en probabilités
En théorie des probabilités, une constante de normalisation est une constante par laquelle une fonction positive doit être multipliée afin que son intégrale sur son domaine de définition soit égale à 1, ce qui en fait une densité de probabilité,.
Il faut remarquer que si la densité de probabilités est caractérisée par un ou plusieurs paramètres, la constante de normalisation peut également dépendre de ces paramètres.

### Exemples
Loi gaussienne
En considérant une fonction gaussienne
{\displaystyle p(x)=\mathrm {e} ^{-x^{2}/2},\quad x\in \mathbb {R} }
on a la valeur de l'intégrale de Gauss :
{\displaystyle \int _{-\infty }^{\infty }p(x)\,\mathrm {d} x=\int _{-\infty }^{\infty }\mathrm {e} ^{-x^{2}/2}\,\mathrm {d} x={\sqrt {2\pi \,}},}
Ainsi, afin d'obtenir la densité d'une loi normale (ou loi de Gauss) à partir de {\displaystyle \varphi (x)}, il faut poser :
{\displaystyle \varphi (x)={\frac {1}{\sqrt {2\pi \,}}}p(x)={\frac {1}{\sqrt {2\pi \,}}}\mathrm {e} ^{-x^{2}/2}}
afin de bien avoir 
{\displaystyle \int _{-\infty }^{\infty }\varphi (x)\,\mathrm {d} x=1}
C'est la densité de la loi normale standard ou centrée réduite (l'espérance vaut 0 et sa variance vaut 1).
La constante de normalisation est donc {\textstyle {\frac {1}{\sqrt {2\pi }}}}.
Loi de Poisson
En considérant la somme de série :
{\displaystyle \sum _{n=0}^{\infty }{\frac {\lambda ^{n}}{n!}}=\mathrm {e} ^{\lambda },}
on peut définir une densité de probabilités (discrète) sur N par
{\displaystyle f(n)={\frac {\lambda ^{n}\mathrm {e} ^{-\lambda }}{n!}}}
On reconnait la densité d'une loi de Poisson d'espérance λ.

### Théorème de Bayes
Le théorème de Bayes dit que la probabilité a posteriori est proportionnelle au produit de la probabilité a priori et de la fonction de vraisemblance. Cette proportionnalité implique qu'il faut multiplier cette probabilité par une constante de normalisation pour avoir une mesure égale à 1 sur tout l'espace. Dans un cas discret simple, cela se traduit par :
{\displaystyle P(H_{0}|D)={\frac {P(D|H_{0})P(H_{0})}{P(D)}}}
où P(H0) est la probabilité a priori que l'hypothèse H0 est vraie ; P(D|H0) est la probabilité conditionnelle des données sachant que l'hypothèse est vraie, mais dans le cas où les données sont connues, cela revient à la vraisemblance de l'hypothèse sachant les données ; P(H0|D) est la probabilité a posteriori que l'hypothèse est vraie connaissant les données. P(D) devrait donc être la probabilité de produire les données, mais cette valeur peut être difficile à calculer, aussi une alternative à cette formule est de la voir sous l'angle de la proportionnalité :
{\displaystyle P(H_{0}|D)\propto P(D|H_{0})P(H_{0}).}
Comme P(H|D) est une probabilité, la somme de toutes les hypothèses (exclusives mutuellement) doit être égales à 1, ce qui mène à :
{\displaystyle P(H_{0}|D)={\frac {P(D|H_{0})P(H_{0})}{\displaystyle \sum _{i}P(D|H_{i})P(H_{i})}}.}
Dans ce cas, l'inverse de la valeur
{\displaystyle P(D)=\sum _{i}P(D|H_{i})P(H_{i})\;}
est la constante de normalisation. Le cas continu se fait de façon équivalente, la somme discrète devenant alors une intégrale.
Dans la pratique, il existe plusieurs méthodes d'estimation de la constante de normalisation pour des raisons pratiques, comme l'échantillonnage par pont, la méthode de Monte-Carlo, l'estimateur de moyenne harmonique généralisée, et l'échantillonnage par importance.

## Polynômes orthogonaux
Une constante de normalisation peut être utilisée pour une famille d'éléments orthogonale (dont le produit scalaire de deux éléments différents de la famille vaut 0) pour la rendre orthonormale (ou orthonormée) (la norme de chaque élément vaut 1).

### Exemples
Les polynômes de Legendre (Pn(x)) sont caractérisés par leur orthogonalité pour la mesure {\displaystyle 1\!\!1_{[-1,1]}}. La constante de normalisation doit donc être définie de sorte que 
{\displaystyle \forall i,j\in \mathbb {N} ,\int _{-1}^{1}P_{i}(x)P_{j}(x)\mathrm {d} x=\delta _{i,j}.}
On a en particulier
{\displaystyle \forall n\in \mathbb {N} ,\int _{-1}^{1}P_{n}(x)^{2}\mathrm {d} x={\frac {2}{2n+1}}.}
La famille de polynômes √n+1/2Pn(x)) est donc bien orthonormale.

## Autres applications

Triangle hyperbolique (en jaune) et secteur hyperbolique (en rouge) correspondant à l'angle hyperbolique u, à l'hyperbole équilatère (d'équation y = 1/x). Les branches du triangle mesurent fois les cosinus et sinus hyperboliques de u.

La constante 1/√2 est utilisée pour définir les fonctions hyperboliques cosh et sinh à partir des longueurs des côtés adjacent et opposé d'un secteur hyperbolique, de façon à retrouver une similarité avec la définition des cosinus et sinus circulaire dans le cercle trigonométrique.